# Mon Cicci
I Mon Cicci (モンチッチ?, Monchicchi) sono una linea di bambole, a cui sono stati ispirati tre cartoni animati, due giapponesi e uno statunitense. In italiano il nome venne tradotto con la grafia Mon Cicci per le bambole e Monciccì per i cartoni.

## Storia
La produzione dei Mon Cicci è giapponese, e gestita dalla Sekiguchi Corporation, famosa produttrice di bambole con sede a Tokyo, in Giappone. I pupazzi furono creati da Koichi Sekiguchi il 25 gennaio 1974. Sekiguchi afferma di aver creato questo personaggio per ispirare il rispetto e la protezione nei confronti dei bambini giapponesi.
La bambola ebbe grande successo in Giappone, e la serie TV che venne trasmessa nel 1980 incrementò la loro popolarità.
L'esportazione della linea di bambole ebbe inizio nel 1975, presso la Repubblica Federale Tedesca e l'Australia. Negli anni successivi tutta la linea Mon Cicci sarà esportata nell'Europa occidentale. Nel Regno Unito il nome è stato modificato in "Chicaboo", in Francia in "Kiki", in Italia in "Mon Cicci", in Spagna in "Virkiki".
La linea raggiunse i negozi del Nord America nel 1979, con grande successo. Mattel acquistò i diritti sia per le bambole, importate come Monchhichis, che per la serie TV.

## Le bambole
L'azienda produce ancora per il Giappone nuove linee di bambole Mon Cicci, che vengono importate all'estero dai collezionisti. I Mon Cicci vengono sempre venduti come gemelli: un maschio e una femmina denominati rispettivamente Mon Ciccì (in Giappone Monchicchi-kun, モンチッチくん?) e Mon Cicciò (in Giappone Monchicchi-chan, モンチッチちゃん?). Esistono due stampi per le femmine: una con un'espressione solare ed una imbronciata. Nel 1974 i personaggi erano venduti senza abiti, poi dal 1976 venne prodotta la loro linea di abbigliamento "Boutique Monchicchi". Ad oggi tutti i Mon Cicci sono venduti con abiti particolari (da giamaicani, in costume da bagno, da sposi ecc.).
Curiosamente i Mon Cicci ebbero gli occhi azzurri fino al 1985, poi vennero prodotti solo con occhi castani. Un'eccezione sono i Mon Cicci prodotti nel 2000 da Sekiguchi, per una replica commemorativa decisamente fedele, che quindi li vedeva senza abiti e con gli occhi chiari.
Ad oggi la Sekiguchi gestisce in Giappone anche un vero e proprio museo, nel quale espone diversi esemplari di queste bambole.

## Cartoni animati

### Prima serie giapponese
Un anime ispirato ai Mon Cicci ed intitolato Futago no Monchicchi (ふた子のモンチッチ? lett. "I gemelli Monchicchi") fu prodotto nel 1980 da Ashi Production (oggi Production Reed) per la regia di Hiroshi Jinsenji e trasmesso da TV Tokyo ogni mattina alle 6:55 dal lunedì al venerdì dal 4 febbraio al 1º agosto 1980, per un totale di 130 episodi della durata di circa 6 minuti l'uno. È stato replicato da Tokyo MX nel 2009. La sigla originale è Monchichi the Twins di Mariko Ito, usata sia per l'apertura che per la chiusura.
In Italia la serie è intitolata Monciccì ed ha avuto due doppiaggi. Il primo doppiaggio fu eseguito dalla società romana Effe Elle Due e trasmesso da Canale 5 dal 23 marzo 1982 con la sigla Mon Ciccì di Cristina D'Avena. Il secondo, registrato nel 2009 dalla società milanese Raflesia con la direzione di Dania Cericola e distribuito da Yamato Video, fu trasmesso con la sigla originale da DeA Kids da gennaio 2010 e nell'anno seguente 2011 su DeA Junior poi in seguito  in chiaro da Anime Gold, negli intervalli tra un anime e l'altro, da marzo 2011.
Dal 29 aprile 2022 la serie è disponibile sulla piattaforma Prime Video nel contenitore Anime Generation con il titolo Monciccì e Moncicciò.

#### Doppiatori
| Personaggio                                    | Doppiatore giapponese | Doppiatore italiano (1982) | Doppiatore italiano (2009) |
| ---------------------------------------------- | --------------------- | -------------------------- | -------------------------- |
| Monciccì (モンチッチくん?, Monchicchi-kun)     | Fuyumi Shiraishi      | Ilaria Latini              | Jolanda Granato            |
| Moncicciò (モンチッチちゃん?, Monchicchi-chan) | Keiko Han             | Laura Latini               | Debora Magnaghi            |
| Narratore                                      | Sanji Hase            | Franco Latini              | Marco Balzarotti           |

### Serie americana
Dopo la serie giapponese, un'altra serie animata, intitolata Monchhichis, è stata prodotta negli Stati Uniti d'America da Hanna-Barbera e trasmessa dalla rete ABC il sabato mattina a partire dal 10 settembre 1983. La serie non ebbe lo stesso successo di altre quali I Puffi e Snorky e durò soltanto una stagione, composta da 13 episodi della durata di 24 minuti l'uno.
In Italia anche questa serie è intitolata Monciccì ed è stata trasmessa nel 1988 su Rai 1. In seguito è stata replicata dalle reti locali e da altre reti: Cartoon Network, Boomerang e Boing, quest'ultima da maggio 2005.
La trama segue i Monciccì, creature simili a scimmie che vivono nella foresta di Monchia, sulla cima di altissimi alberi che li portano sopra le nuvole. Il leader della tribù, Wizzar, è un mago, in grado di pronunciare incantesimi e preparare pozioni che permettono sistematicamente di sconfiggere il nemico dei Monciccì, il crudele Grumplins di Grumplor.

#### Doppiatori
| Personaggio              | Doppiatore inglese     | Doppiatore italiano         |
| ------------------------ | ---------------------- | --------------------------- |
| Moncho                   | Robert Morse           | Mimmo Craig                 |
| Kyla                     | Laurel Page            |                             |
| Tootoo                   | Ellen Gerstell         |                             |
| Patchitt                 | Frank Welker           |                             |
| Thumkii                  | Hank Saroyan           | Elda Olivieri               |
| Horrg                    | Sidney Miller          | Enzo Tarascio               |
| Wizzar                   | Frank Nelson           |                             |
| Snogs                    | Bob Arbogast           | Sante Calogero              |
| Shreeker                 | Peter Cullen           |                             |
| Snitchitt                | Peter Cullen           |                             |
| Gonker                   | Peter Cullen           |                             |
| Yabbott                  | Laurie Faso            |                             |
| Fasit                    | Laurie Faso            |                             |
| Scumgor                  | Laurie Faso            |                             |
| Studio                   |                        | Coop ADC, S.E.D.E. (Milano) |
| Direzione del doppiaggio | Gordon Hunt, Pat Foley |                             |

### Seconda serie giapponese
Una serie puppetoon o ningyō anime, ovvero di animazione di pupazzi, è stata realizzata in Giappone nel 2005. Intitolata semplicemente Monchicchi (モンチッチ?), è stata trasmessa da diverse emittenti giapponesi: Kids Station, TV Kanagawa, Television Saitama, Chiba TV, Kyoto Broadcasting System, Mie Television e Akita Broadcasting System. Nel 2011 è stata replicata da TwellV. È composta da 26 episodi da 6 minuti.

#### Sigle
Apertura:

Minna daisuki Monchicchi (みんなだいすきモンチッチ? lett. "A tutti piacciono i Mon Cicci") dei Beautiful Zu
Chiusura:

Ai no mi (アイの実? lett. "I semi dell'amore") di MINMI

#### Doppiatori
| Personaggio                         | Doppiatore giapponese |
| ----------------------------------- | --------------------- |
| Monchicchi-kun (モンチッチくん?)    | Asami Sanada          |
| Monchicchi-chan (モンチッチちゃん?) | Sakura Nogawa         |
| Chimutan (チムタン?)                | Yuka Iguchi           |
| Tatatata (タヌタヌ?)                | Kaori Iida            |
| Kuma (クマ?)                        |                       |
| Chamu (チャム?)                     | Mari Tomokawa         |
| Maichicchi-kun (マイチッチくん?)    |                       |
| Maichicchi-chan (マイチッチちゃん?) | Takako Uemura         |
| Hatā (ハヌー?)                      | Yūsei Oda             |
| Narratrice                          | Mitsuko Horie         |